# منتخب بيرو لكرة السلة
منتخب بيرو الوطني لكرة السلة (بالإسبانية: Selección de baloncesto de Perú)‏ هو ممثل بيرو الرسمي في المنافسات الدولية في كرة السلة .